# Orsinome marmorea
Orsinome marmorea là một loài nhện trong họ Tetragnathidae.
Loài này thuộc chi Orsinome. Orsinome marmorea được miêu tả năm 1901 bởi Pocock.